# Stef Wertheimer
Stef Wertheimer (hebrejsky סטף ורטהיימר‎; 16. července 1926 – 26. března 2025) byl izraelský podnikatel, politik a bývalý poslanec Knesetu za strany Daš a Šinuj.

## Biografie
Narodil se ve městě Kippenheim v Německu. V roce 1937 přesídlil do dnešního Izraele. Vystudoval základní školu. Pracoval jako učeň v oboru optiky a přesné mechaniky. V roce 1945 se připojil k židovským jednotkám Palmach, roku 1947 pracoval v provizorním vojenském průmyslu jednotek Hagana, v roce 1948 byl demoličním důstojníkem v Brigádě Jiftach.

## Politická dráha
Roku 1952 založil ve městě Naharija firmu Iscar, roku 1962 také zakládal firmu Durakav, s izraelsko-americkým kapitálem. Patřil mezi zakladatele Technické školy Cur v Nahariji. V letech 1967–1975 byl předsedou správní rady Technické školy Bosmat, napojené na Technion. V letech 1974–1975 zasedal v městské samosprávě v Nahariji a vedl její vzdělávací odbor. Je zakladatelem průmyslové zóny Tefen a nedalekého města Kfar Vradim.
V izraelském parlamentu zasedl po volbách v roce 1977, do nichž šel za stranu Daš, mezi jejíž zakladatele v roce 1976 patřil. Stal se členem parlamentního výboru pro ekonomické záležitosti a výboru pro zahraniční záležitosti a obranu. V průběhu volebního období se poslanecký klub Daš rozpadl a Wertheimer přešel roku 1978 do formace Šinuj. Na poslanecký mandát rezignoval předčasně, v únoru 1981.
V roce 2005 byl v internetové soutěži 200 největších Izraelců zvolen 38. největším Izraelcem všech dob.